# Giuseppe Fanin
Giuseppe Fanin (San Giovanni in Persiceto, 8 gennaio 1924 – San Giovanni in Persiceto, 5 novembre 1948) è stato un sindacalista italiano.

## Biografia
Figlio di immigrati veneti di Sossano, che nel 1910 avevano comprato un terreno in località Tassinara, e terzo di dieci figli, dopo un breve periodo in seminario si ritirò, proseguendo poi gli studi e laureandosi in Agraria all'università di Bologna.
Fortemente impegnato nelle lotte sindacali agrarie del secondo dopoguerra quale segretario provinciale bolognese delle ACLI-terra, Fanin, che stava creando una forte adesione attorno al sindacato cattolico in un'area di tradizionale componente comunista, venne più volte a scontrarsi con esponenti di altri sindacati a causa di una differente visione delle proposte contrattuali per quel settore.

### L'uccisione
Nel 1948 la rottura dell'unità sindacale, con la fuoriuscita di CISL (nell'ottobre) e UIL dalla CGIL, portò al culmine gli scontri ideologici fra le diverse componenti cattoliche, socialiste e comuniste entro le organizzazioni dei lavoratori.
La sera del 4 novembre 1948 Fanin venne aggredito da tre militanti del PCI mentre rientrava a casa in bicicletta recitando il Rosario, e fu ridotto in fin di vita a colpi di bastone. I soccorsi furono inutili e Fanin morì senza riprendere conoscenza: era l'1.50 del mattino dopo.
Dopo 20 giorni di indagini, il 24 novembre, il segretario della sezione PCI di S. Giovanni in Persiceto, Gino Bonfiglioli, arrestato ed interrogato dai Carabinieri confessò di essere il mandante dell'omicidio e rivelò i nominativi dei tre esecutori: Enrico Lanzarini, Renato Evangelisti e Indrio Morisi.
Tra le città e i comuni che hanno una via a suo ricordo ci sono ovviamente Bologna (esiste un viale Giuseppe Fanin nel quartiere San Donato dove attualmente sorge la Facoltà di Agraria); San Giovanni in Persiceto, sua città natale; Imola, città in cui frequentò l'Istituto tecnico agrario "Giuseppe Scarabelli"; inoltre Agugliano (AN), nel quartiere "Montevarino", Sedriano, Arluno nella contrada Mulino, Lainate Segrate in provincia di Milano e Casalecchio di Reno in provincia di Bologna. A Reggio Emilia, nel quartiere Belvedere, in via Pietro Bembo, gli è stato dedicato un parco comunale, a Casalecchio di Reno
L'arcidiocesi di Bologna ha aperto il 1º novembre 1998 un processo di beatificazione per Giuseppe Fanin, conferendogli di fatto l'appellativo di servo di Dio.